# دهستان بیلوار
دهستان بیلوار نام دهستانی در بخش مرکزی، ، استان کرمانشاه   در ایران است که مرکز آن روستای شیروانه واقع در دو کیلومتری شرق کامیاران است و شامل ۲۸روستا می‌باشد. این دهستان بر اساس سرشماری مرکز آمار ایران در سال ۱۳۹۵، جمعیت آن ۶۹۰۳ نفر (۲۰۱۰ خانوار) بوده‌است.